# Zdenko Krakowský z Kolowrat
Zdenko Kolovrat-Krakovský (6. února 1836 Prešpurk (Bratislava) – 24. října 1892 Pellendorf / část obce Gaweinstal, Dolní Rakousy / pokřtěn jako Maria Zdenko Ludovicus Christina Fridericus Chystophorus) byl český šlechtic z rodu Kolowrat-Krakowských-Liebsteinských, velkostatkář, dramatik, historik a politik. V letech 1870–1875 psal divadelní hry, které byly uváděny mj. v Prozatímním divadle, a účastnil se činnosti archeologického sboru Národního muzea. Po smrti otce v roce 1875 převzal rodový majetek v Rychnově nad Kněžnou a Černíkovicích a většinu času věnoval jeho správě. Roku 1883 byl zvolen poslancem českého zemského sněmu za Stranu konzervativního velkostatku a potvrzen byl i ve volbách v roce 1889. Roku 1884 byl jmenován dědičným členem Panské sněmovny. Byl oceňován jako vzdělaný vlastenecký šlechtic a spisovatel.

## Životopis
Narodil se 6. února 1836 v Bratislavě, kde jeho otec Theodor sloužil v armádě u kyrysníků. První léta strávil v Uhrách, pak v Haliči (1842–1849), pak znovu v Uhrách u Balatonu. Roku 1850 se přestěhovali do Josefova a o dva roky později do Budkova na Moravě. Gymnázium studoval ve Znojmě a po maturitě roku 1855 odešel do Vídně na právnickou fakultu. Tam žil i v následujících letech; například roku 1867 byl uváděn jako předseda vídeňského českého pěveckého souboru. Roku 1868 se přestěhoval do Prahy, kde se zapojil do kulturního a společenského života. V archeologickém sboru Národního muzea například roku 1870 přednášel o zbytcích hradiště u osady Točná (Oppidum Závist). V dubnu následujícího roku byl zvolen za dopisujícího člena tohoto sboru. Roku 1875 věnoval muzeu římskou cihlu z města Carnuntum. Také psal populární divadelní hry (viz Dílo).
Dne 13. května 1875 zemřel ve Vídni generál Theodor Kolowrat-Krakowsky a Zdeněk jako nejstarší syn zdědil jeho velkostatky v Rychnově nad Kněžnou a Černíkovicích. Od té doby se věnoval převážně péči o rodový majetek, což ho přinutilo k ukončení literární činnosti. Krátce po nástupu zvýšil svým lesníkům platy o polovinu.
Ve Vídni se 27. listopadu 1875 oženil s hraběnkou Olgou Khevenhüller-Metsch. Měl s ní deset dětí.
Po roce 1875 zpravidla trávil léto v Černíkovicích a zimu v Rychnově a v Praze. Roku 1886 koupil nynější Kolovratský palác ve Valdštejnské ulici na Malé Straně, přestavěl ho v novobarokním stylu a umístil do něj svou obrazárnu, knihovnu a sbírku mincí. Bavil se cestováním, četbou české a světové literatury, studiem archivních dokumentů a návštěvami divadla (v Národním měl předplacenou lóži). Roku 1887 se stal členem historického spolku, v roce 1891 byl zvolen za člena výboru Společnosti musea království českého (tj. Národního muzea). Roku 1886 přijal čestné předsednictví sjezdu studentského spolku Krakonoš, který se toho roku konal v Rychnově, a poskytl mu zámeckou jízdárnu pro divadelní představení.
Byl také politicky činný. Před volbami roku 1878 se připojil k prohlášení Strany konzervativního velkostatku, jehož šlechtičtí signatáři vyzývali k volební účasti s cílem dosáhnout státních práv Českého království. Do českého zemského sněmu byl zvolen roku 1883 a mandát obhájil i roku 1889, v obou případech se státoprávním programem. V lednu 1884 byl jmenován dědičným členem Panské sněmovny.
Dne 23. října 1892 odjel s manželkou do dolnorakouského Pellendorfu (část obce Gaweinstal) na návštěvu švagra, hraběte Khevenhüllera. Následujícího dne se zúčastnil honu, během nějž ho nejprve postihla srdeční slabost a krátce poté zemřel na infarkt myokardu. Jeho tělo bylo převezeno do Rychnova a tam 31. října pohřbeno v rodinné hrobce. Dědicem panství se stal nezletilý syn Bohuslav (1876–1934).
Byl oceňován jako nadaný spisovatel, obětavý vlastenec a vzorný šlechtic, který se vždy řídil heslem své rodiny: „Věrně a stále“.

## Dílo
Proslavil se převážně jako dramatik – autor populárních veseloher a dalších divadelních her, uváděných zejména v letech 1870–1875 mj. v Prozatímním divadle. Např.:
- Libuše (1870) pod pseudonymem Z. K. z K. Byla oceňována jako originální umělecké ztvárnění známého příběhu české mytologie s psychologickým zpracováním lásky dvou hlavních postav, nedostatkem naopak byl přílišný patos a nedostatek poetičnosti.[28]
- Na rozcestí (1870)[7]
- Zmeškal hodinu (1871), rovněž přeloženo do ruštiny[7]
- Trosky (1873)[7]
- Domácí prostředek (1875)[7]
- Dva sousedé (1875),[7] podle M. E. Bandella[29]

- Starouškové (1886), rovněž přeloženo do němčiny[7]

## Rodina
Dne 27. listopadu 1875 se ve Vídni oženil s hraběnkou Olgou Khevenhüller-Metsch (10. 11. 1850 Budapešť – 3. 9. 1932 Rychnov nad Kněžnou). Hraběnka Olga byla dcerou Othmara hraběte Khevenhüller-Metsche a Leontiny svobodné paní Kress von Kressenstein, později se stala c. k. palácovou dámou a v roce 1877 dámou Řádu hvězdového kříže. Z jejich manželství pocházelo jedenáct dětí:
- 1. Maria Bohuslav Karel Zdenko (1876–1934), dědičný člen rakouské Panské sněmovny, poslanec českého zemského sněmu, c. k. komoří, rytíř Maltézského řádu, hudební skladatel a mecenáš ∞ 1927 Antonie hraběnka Khevenhüller-Metsch (1897–1986, II. ∞ 1939 Vilém Jaroslav Krakovský z Kolovrat, Bohuslavův mladší bratr)
- 2. Marie Leontina Cyrila Luisa Olga (1878–1965), ∞ 1905 Oktavián Heřman baron Kopfinger z Trebbineau (1878–1925), JUDr., rada na ministerstvu zemědělsrví, dvorní rada, rytíř Řádu Františka Josefa
- 3. Maria Hanuš Zikmund Otmar Theodor Ignác František (1879–1955), c. k. komoří, rytmistr, diplomat, ∞ 1918 Huberta hraběnka von Wurmbrand-Stuppach (1892–1967)
- 4. Maria Zdeněk Anatol František Ignác (1881–1941), c. k. komoří, rytmistr, rytíř Řádu Marie Terezie a Řádu železné koruny, ∞ 1920 Marie Anna hraběnka Thun-Hohenštejnová (1889–1983)
- 5. Maria Albík August Ignác (1884–1956), c. k. komoří, rytmistr, držitel Vojenského záslužného kříže
- 6. Marie Edina Sophie Ferdinandina (1885–1959), dáma Řádu hvězdového kříže, ∞ 1911 Franz svobodný pán von und zu Franckenstein (1879–1943), c. k. komoří, rytmistr, majitel velkostatků v Horním Rakousku
- 7. Maria Norbert Jindřich Ignác (1887–1950), c. k. komoří, rytmistr, rytíř Maltézského řádu, ∞ 1933 Herta Rudolphová (1908–1996)
- 8. Maria Vilém Jaroslav Josef Ignác (1888–1965), c. k. komoří, rytmistr, držitel Vojenského záslužného kříže, ∞ 1939 Antonie hraběnka Khevenhüller-Metsch (1897–1986, I. ∞ 1927 Bohuslav Krakovský z Kolovrat, Vilémův starší bratr)
- 9. Egon Emil Theodor Ignác (1889–1971), c. k. komoří, rytmistr, ∞ 1940 Eugenie hraběnka Baillet-Latour (1911–1941)
- 10. Maria Otmar Konstantin Alfred (1891–1966), státní úředník, rytíř Maltézského řádu
- 11. Marie Zdeňka Dolores Olga Melanie Josefa (1893–1958), ∞ 1926 Pierre Renouf